# نائویا اوچیدا
نائویا اوچیدا (به انگلیسی: Naoya Uchida؛ زادهٔ ۱ مهٔ ۱۹۵۳) بازیگر، خواننده و صدا پیشهٔ اهل ژاپن است.